# Aphelinoidea redini
Aphelinoidea redini is een vliesvleugelig insect uit de familie van deTrichogrammatidae. De wetenschappelijke naam werd voor het eerst geldig gepubliceerd in 1929 door Alexandre Arsène Girault.